# Vitertjärnen (Malå socken, Lappland)
Vitertjärnen är en sjö i Malå kommun i Lappland och ingår i Skellefteälvens huvudavrinningsområde. Sjön har en area på 0,111 kvadratkilometer och ligger 329 meter över havet.

## Delavrinningsområde
Vitertjärnen ingår i det delavrinningsområde (724914-165152) som SMHI kallar för Utloppet av Grytforsdammen. Medelhöjden är 355 meter över havet och ytan är 36,39 kvadratkilometer. Räknas de 430 avrinningsområdena uppströms in blir den ackumulerade arean 7 437,86 kvadratkilometer. Avrinningsområdets utflöde Skellefteälven mynnar i havet. Avrinningsområdet består mestadels av skog (61 procent) och sankmarker (13 procent). Avrinningsområdet har 5,87 kvadratkilometer vattenytor vilket ger det en sjöprocent på 16,1 procent.